# Remite: Maribel
Remite: Maribel fue una serie española de televisión, emitida por TVE en 1970 escrita por Alfonso Paso.

## Argumento
La serie se centra en las vivencias de Maribel, una joven que debe abandonar su pueblo para dedicarse al servicio doméstico en la ciudad. Es acogida por una familia que la trata como a una más, y cuando hay problemas todos acuden en busca de su consuelo. Maribel escribe una carta puntualmente cada semana a sus familiares del pueblo narrando lo acontecido.

## Reparto
- Tina Sáinz ... Maribel
- Valeriano Andrés
- María Luisa Ponte
- Lola Losada

## Equipo Técnico
- Realización: Eugenio García Toledano, Manuel Aguado.
- Guiones: Alfonso Paso.

## Listado de episodios (parcial)
- Como de la familia - 1 de julio de 1970
- El Veraneo - 8 de julio de 1970
  - Joaquín Pamplona
  - Mercedes Barranco
  - Pedro Meyer
  - Alicia Sainz de la Maza
- Ésta es su casa 15 de julio de 1970
- El señorito - 22 de julio de 1970
  - Marta María Gosálvez
  - Mercedes Prendes
- La llave de la despensa - 29 de julio de 1970
  - María Jesús Lara
  - María Isabel Pallarés
  - Luis Varela
- Cariños que matan - 5 de agosto de 1970
  - Irene Daina
  - Rosa Fontana
  - Conchita Núñez
  - Pastor Serrador
- Un poco de esperanza - 12 de agosto de 1970
  - Joaquín Pamplona
  - Alicia Saínz de la Maza
  - Blanca Sendino
  - Pilar Sirvent
- Los catorce - 19 de agosto de 1970
- Jaula de grillos - 26 de agosto de 1970
  - Gregorio Díaz
  - Yolanda Ríos
  - Luisa Sala
- Terrible Eulalia - 2 de septiembre de 1970
  - Amparo Martí
  - José Orjas
- El oxígeno - 23 de septiembre de 1970
- La casa de al lado - 7 de octubre de 1970
  - Margarita Calahorra
  - Mary Delgado
  - Francisco Merino